# Ouro Branco

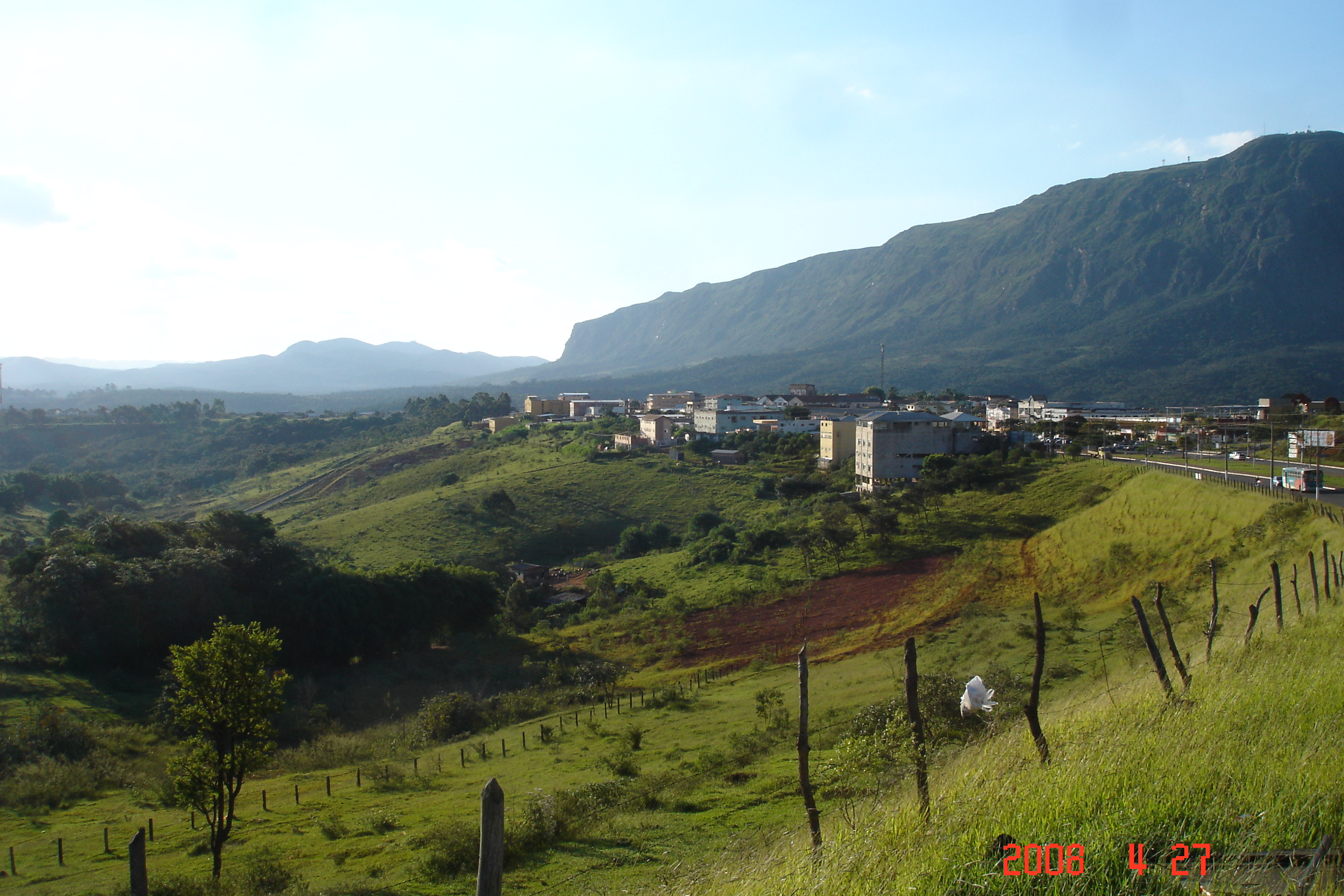
Vista de Ouro Branco

Ouro Branco (en español, Oro Blanco) es un municipio brasileño ubicado en el estado de Minas Gerais. Tiene una población estimada, en 2021, de 40 220 habitantes.
Está situada a una altitud de 1100 metros.
Fue una ciudad importante para el ciclo del oro en Brasil.
En la ciudad hay una unidad académica de la Universidad Federal de São João del-Rei.